# Họ Lạp mai
Họ Lạp mai (danh pháp khoa học: Calycanthaceae) là một họ nhỏ trong thực vật có hoa, được đặt trong bộ Nguyệt quế (Laurales). Họ này chứa 3-4 chi và khoảng 6-11 loài, chỉ phân bố trong khu vực đông bắc Trung Quốc, Australia và Bắc Mỹ.

## Các chi
- Calycanthus (bao gồm cả Basteria, Beurera, Beureria, Beveria, Butneria, Gardenia, Meratia?, Pompadoura): 2-4 loài; tây và đông nam Bắc Mỹ.
- Chimonanthus: (bao gồm cả Meratia): 3-6 loài ở đông bắc Trung Quốc.
- Idiospermum: 1 loài; Queensland, Australia.
- Sinocalycanthus ?: IPNI coi là đồng nghĩa của Calycanthus, nếu coi là chi riêng rẽ thì chỉ có 1 loài (Sinocalycanthus chinensis); đông bắc Trung Quốc.

Các loài trong họ này là các cây bụi lá sớm rụng có hương thơm, cao tới 2–4 m, ngoại trừ Idiospermum australiense là cây gỗ lớn thường xanh. Hoa của chúng có màu từ trắng tới đỏ, với các lá đài mọc thành vòng xoắn.

## Phát sinh loài
Nhóm chỏm cây trong phát sinh loài của họ Calycanthaceae có thể đã bắt đầu rẽ nhánh vào thời kỳ tầng Campania, khoảng 110 triệu năm trước (Zhou và ctv. 2006).
Các hóa thạch trong họ này là khá thú vị. Araipa florifera, có trong thời kỳ hạ Phấn Trắng ở Brasil, có hoa với bề ngoài khá giống như cấu trúc hoa của các loài còn sinh tồn trong họ Calycanthaceae, nhưng lá của nó lại có thùy (Mohr & Ecklund 2003); tuy nhiên người ta vẫn chưa biết gì về cấu trúc trong của hoa. Loài ở cuối kỷ Phấn Trắng Virginianthus calycanthoides (98-113 Ma) đã từng được đặt trong họ Calycanthaceae. Nó có hoa nhỏ, các bao phấn nứt ra theo khớp nối ở bên, và phấn hoa hình mắt lưới với một rãnh nhỏ (Friis và ctv. 1994). Việc đưa nó vào họ này có thể thay đổi 1 hoặc 2 đặc trưng nhóm của họ/bộ. Nó có phấn hoa tiềm rãnh tương tự như Idiospermum, có thể là dạng chung cho bộ Laurales, với phấn hoa 2 rãnh là đặc trưng chuyên biệt cho phần còn lại của họ Calycanthaceae và phấn hoa không lỗ hổng cho phần còn lại của bộ Laurales. Giả sử rằng các khớp nối bên trên bao phấn của Virginianthus là tương đương với các khớp nối định hướng phần nào hơi khác tìm thấy ở phần lớn các đơn vị phân loại khác, thì các bao phấn có khớp nối có thể là đặc trưng chuyên biệt được chia sẻ bởi 2 hay nhiều nhóm từ tổ tiên chung cho bộ Laurales, và các bao phấn với đường rạch là đặc trưng chuyên biệt được chia sẻ bởi 2 hay nhiều nhóm từ tổ tiên chung cho nhóm chỏm cây của họ Calycanthaceae. Tuy nhiên, vị trí phát sinh loài của Virginianthus đã bị nghi vấn, và việc nó có ở trong họ Calycanthaceae (nó có thể là nhóm chị-em với các thành viên khác của bộ Laurales) hay thậm chí là trong bộ Laurales hay không là chưa rõ ràng (Eklund 1999; Crepet và ctv. 2005; Zhou và ctv. 2006; Doyle & Endress 2007). Chi trẻ hơn (tầng Turon, khoảng 90 Ma) Jerseyanthus cũng có thể là chị em với Calycanthus; nó có phấn hoa hai rãnh khác biệt khá phổ biến trong họ Calycanthaceae (Crepet và ctv. 2005). Tuy nhiên, nó đáng lưu ý ở chỗ có các bộ phận của hoa tính từ phía ngoài vào là theo trật tự lá đài dạng cánh hoa – nhị lép hướng nội – nhị hoa hướng ngoại - "nhị lép dạng cánh hoa" cong hướng xa trục – lá noãn lép, một sự sắp xếp các bộ phận hoàn toàn không giống như của các loài thực vật hạt kín khác, mặc dù Staedler và ctv. (2007) diễn giải chuỗi nhị lép ngoài như là các thành viên bên trong của lá đài. Cuối cùng, sự sao chép lại đồng enzym ở Calycanthus có thể gợi ý rằng nhánh này thể hiện tính đa bội cổ đại (Soltis & Soltis 1990).